# Nazionale di bob della Polonia
La nazionale di bob della Polonia è la selezione che rappresenta la Polonia nelle competizioni internazionali di bob.
La squadra ha partecipato a otto edizioni dei Giochi olimpici invernali.

## Storia

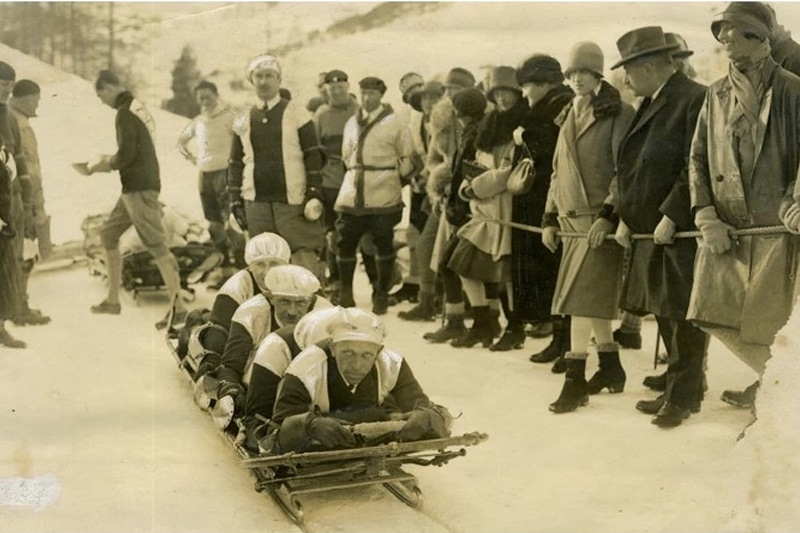
Bobbisti polacchi alle Olimpiadi di.

Nel 1907 venne costruita a Szklarska Poręba una pista per veicoli simili al bob e già nel gennaio dell'anno successivo vi si svolse la prima gara. Ben presto, nella vicina Karpacz, alcuni appassionati costruirono un'altra pista, simile quella di St. Moritz, con la partenza nell'area dell'attuale "Orlinek" e l'arrivo nell'area dell'attuale Liceo.
Negli anni 1920 furono realizzati sui Monti dei Giganti due moderne piste da bob: in quella di Schreiberhau (il nome tedesco della città di Szklarska Poręba, all'epoca facente parte della germania) si svolse il Campionati mondiali di bob 1933, vinto dai rumeni con il leggendario pilota militare Dumitru Hubert; la seconda pista, a Karpacz, ammodernata e ampliata nel secondo dopoguerra, iniziava a Karpacz Górny sulla Husycka Górka e terminava vicino alla diga sul fiume Łomnica. Oggi rimangono solo le sponde in cemento.
Già nel 1912 il conte Józef Broel-Plater aveva iniziato a pilotare il bob in Svizzera, dove studiava filosofia all'Università di Friburgo. Broel-Plater si interessò per creare una squadra olimpica di bob, sebbene il Comitato Olimpico Polacco non fosse favorevole a questa idea, temendo un risultato insoddisfacente per la fretta di formare la squadra e non volendo sprecare soldi per il viaggio; tuttavia il conte Broel-Plater rassicurò i membri del comitato che i bobbisti avrebbero viaggiato con proprie risorse e che egli stesso possedeva un bob denominato "Pipsi". Un mese e mezzo prima delle gare, i polacchi raggiunsero Davos per allenarsi sulla pista svizzera e cercare di formare una squadra rappresentativa; presero parte anche ad una gara preolimpica, in cui il bob Pipsi si ribaltò, costringendo Broel-Plater a interrompere gli allenamenti per infortunio. Nonostante la squadra di bob polacca debuttò alle Olimpiadi di Sankt Moritz 1928, pilotata dal conte Józef Broel-Plater con Jerzy Bardziński, Jerzy Potulicki-Skórzewski, Jerzy Łucki e Antoni Bura, giungendo al 17º posto su 23 equipaggi.
Ai Giochi invernali di Cortina d'Ampezzo 1956 la Polonia schierò due equipaggi di bob a quattro e due di bob a due.
Dopo una pausa di oltre 40 anni, i bobbisti polacchi tornarono in pista alle Olimpiadi di Nagano 1998 con il quartetto di Tomasz Żyła, Dawid Kupczyk, Krzysztof Sieńko e Tomasz Gatka (22º posto), e in seguito gareggiarono in tutte le edizioni olimpiche successive (tranne a Pechino 2022).
Alle Olimpiadi di Soči 2014 il bob polacco, giunto comunque fra gli ultimi posti (27°) della classifica, venne squalificato dopo che Daniel Zalewski venne trovato positivo ai controlli antidoping.
Alle Olimpiadi invernali giovanili di Losanna 2020, Oskar Langowski ottenne l'11º tempo, miglior risultato della nazionale polacca.

## Partecipazione ai giochi olimpici invernali

### Bob a quattro uomini
| Anno | Città             | classifica | Composizione |
| ---- | ----------------- | ---------- | --- |
| 1928 | Sankt Moritz      | 17°        | Józef Broel-Plater, Jerzy Bardziński, Jerzy Potulicki-Skórzewski, Jerzy Łucki, Antoni Bura                                                                     |
| 1956 | Cortina d'Ampezzo | 15° 21°    | Stefan Ciapała, Jerzy Olesiak, Józef Szymański, Aleksander Habala Aleksy Konieczny, Zygmunt Konieczny, Włodzimierz Źróbik, Zbigniew Skowroński*/Jan Dąbrowski* |
| 1998 | Nagano            | 22°        | Tomasz Żyła, Dawid Kupczyk, Krzysztof Sieńko e Tomasz Gatka |
| 2002 | Salt Lake City    | 18°        | Tomasz Żyła, Dawid Kupczyk, Krzysztof Sieńko e Tomasz Gatka |
| 2006 | Torino            | 15°        | Dawid Kupczyk, Michal Zblewski, Mariusz Latkowski, Marcin Placheta                                                                                             |
| 2010 | Vancouver         | 14°        | Dawid Kupczyk, Michał Zblewski, Paweł Mróz, Marcin Niewiara |
| 2014 | Soči              | DQ         | Dawid Kupczyk, Michal Kasperowicz, Daniel Zalewski, Paweł Mróz                                                                                                 |
| 2018 | Pyeongchang       | 13°        | Mateusz Luty, Arnold Zdebiak, Łukasz Miedzik, Grzegorz Kossakowski                                                                                             |

### Bob a due uomini
| Anno | Città             | classifica | Composizione                                                            |
| ---- | ----------------- | ---------- | ----------------------------------------------------------------------- |
| 1956 | Cortina d'Ampezzo | 16° 19°    | Stefan Ciapała, Aleksander Habala Aleksy Konieczny, Zbigniew Skowroński |
| 2010 | Vancouver         | 16°        | Dawid Kupczyk, Marcin Niewiara                                          |
| 2018 | Pyeongchang       | 24°        | Mateusz Luty, Krzysztof Tylkowski                                       |